# Шпиони (сериал, 2020)
„Шпиони“ или „Никелодеонски шпиони“ (на английски: Nickelodeon's Spyders) е израелски комедиен сериал, който се излъчва по каналите на Nickelodeon от 18 март 2020 г. до 12 юни 2022 г.

## Актьорски състав
- Ким Ор Азулей – Ники Фишър
- Амит Хехтер – Даниел Фишър
- Джонатан Готлиб – Томи Фишър
- Нати Клугер – Ана Фишър
- Коби Маймон – Ноа Фишър
- Йехуда Бухбут – Шон Гутман
- Ная Федърман – Ела Гутман
- Гилад Клетър – Емануел Гутман
- Михал Леви – Наоми Гутман
- Ярон Бровински – Ерик Русо
- Мейрав Широм – Адел Симон / Лиза Шошани
- Уди Перси – Рой Енджъл
- Алекс Крул – Макс Молотов / г-н Бенет

## В България
В България сериалът започва излъчване на 1 март 2021 г. по „Никелодеон“. Вторият сезон започва на 20 февруари 2023 г.
Сериалът също се излъчва по стрийминг услугата SkyShowtime.
Дублажът е нахсинхронен в студио „Про Филмс“.
| Роля          | Изпълнител       |
| ------------- | ---------------- |
| Ники          | Деа Майсторска   |
| Даниел        | Веселин Симеонов |
| Томи          | Петър Каменов    |
| Ноа           | Георги Стоянов   |
| Шон           | Виктор Иванов    |
| Други гласове | Симеон Дамянов   |